# Вампірові
Кровососові (Desmodontinae) — підродина кажанів родини Листконосові (Phyllostomidae), і єдині ссавці, які харчуються виключно кров'ю теплокровних тварин. Ці кажани живуть у тропіках (сухих і вологих), від Мексики до Чилі та Аргентини.

## Фізичні характеристики
Це невеликі тварини, їх маса тіла не перевищує 30 грамів, з розмах крил 40 см. Писок конічний, короткий, без носового листка. Мають маленькі вуха, видимий хвіст відсутній. Задні зуби набагато менші, ніж в інших кажанів. Ці кажани завдяки сильним заднім ногам можуть маневрувати на землі значно краще, ніж інші кажани. Хутро червонувато- чи сіро-коричневе зверху й світліше, часто сірувате, знизу.

## Поведінка та відтворення
Як правило, живуть у колоніях, які можуть містити до 100 тварин. Ведуть виключно нічний спосіб життя, ховаючись вдень в дуплах дерев, печерах, інших укриттях. Desmodus rotundus споживає кров будь-якої теплокровної тварини, Diaemus youngi і Diphylla ecaudata надають перевагу крові птахів. Нападають на тварин практично непомітно. Спочатку вони лижуть вибрану за допомогою інфрачервоного випромінювання ділянку гарячої крові. Слина містить знеболювальне, тому вони безболісно видаляють волосся або пір'я. Прокушують шкіру дуже гострими іклами і різцями, і випивають від 20 до 30 мілілітрів крові. Слина містить спеціальні речовини для запобігання згортання крові (антикоагулянти) під час питного процесу.

## Систематика
Підродина Desmodontinae (відомо тільки три сучасні види трьох різних родів).
- Рід: Desmodus — вампір (тільки 1 сучасний вид)
  - Вид †Desmodus draculae
  - Вид †Desmodus puntajudensis
  - Вид Desmodus rotundus
  - Вид †Desmodus stocki
- Рід: Diaemus
  - Вид Diaemus youngi
- Рід Diphylla
  - Вид Diphylla ecaudata